# Grant Green
Grant Green (ur. 6 czerwca 1935 w Saint Louis, zm. 31 stycznia 1979 w Nowym Jorku) – amerykański gitarzysta i kompozytor jazzowy, specjalizujący się w hard bopie, bebopie, soul jazzie i funku. Nagrywał dla wytwórni Blue Note Records, w której wydał prawie 30 albumów.
Green nagrywał między innymi z Lou Donaldsonem, Big Johnem Pattonem, Williem Dixonem, Jimmym Smithem i Herbiem Hancockiem.